# Zwischenwerk Mero

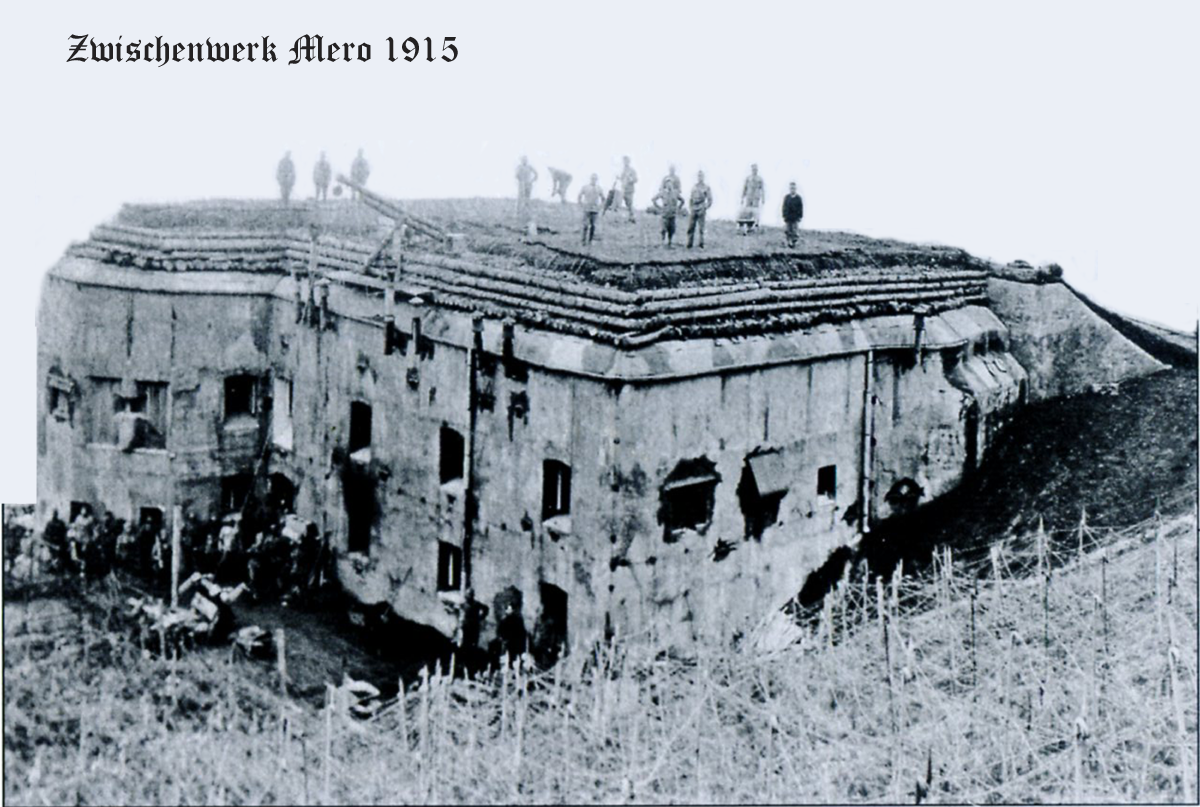
Zwischenwerk Mero

Das Zwischenwerk Mero (it. Merlo) ist eine Festung in 1838 Metern Höhe über der Tonalepassstraße auf dem Nordhang des Val di Sole in der Provinz Trient.
Es diente  in der Sperre Tonale den ungedeckten Raum des zwei Kilometer unterhalb liegenden Werkes Strino, das zwar im artilleristischen Feuerbereich von Werk Presanella lag, wegen verschiedener toter Winkel jedoch Deckung gegen Infanterieangriffe aus Richtung Tonalepass benötigte.
Mero wurde 1905 erbaut und von 1910 bis 1912 modernisiert. Die Bewaffnung bestand gemäß der Aufgabenstellung nur aus acht Maschinengewehren, ursprünglich vom Typ M 93, die später durch Maschinengewehre Typ 07/12 ersetzt wurden. Das Werk war lediglich granatsicher, d. h., es hätte nur Feldkanonen bis zum Kaliber 15 cm eine gewisse Zeit widerstehen können, nicht jedoch dem Beschuss aus Haubitzen oder Mörsern des gleichen Kalibers.
Nach 1920 ließ die italienische Armee die Anlage sprengen.